# Коновалов, Иван Михайлович
Иван Михайлович Коновалов — советский государственный и политический деятель, председатель Брянского областного исполнительного комитета.

## Биография
Родился в 1916 году в селе Овсорок. Член ВКП(б) с 1944 года.
С 1938 года — на общественной и политической работе: инженер-исследователь, старший технолог, заместитель начальника одного из цехов завода «Красный Профинтерн», технолог, заместитель начальника цеха по производству завода имени Орджоникидзе в Челябинске, старший технолог, заместитель главного металлурга, главный металлург Брянского паровозостроительного завода, 2-й, 1-й секретарь Брянского городского комитета КПСС, 1-й заместитель председателя СНХ Брянского экономического административного района, 1-й секретарь Брянского промышленного областного комитета КПСС, 2-й секретарь Брянского областного комитета КПСС, председатель исполнительного комитета Брянского областного Совета.
Избирался депутатом Верховного Совета РСФСР 6-го, 7-го, 8-го, 9-го созывов.